# Шумадијо, ко би тебе оставио
Шумадијо, ко би тебе оставио је песма српског певача Радета Петровића. Објављена је 1981. године за издавачку кућу Дискос, на синглици Шумадијо, ко би тебе оставио / Лепа жено, мој животни друже.

## О песми
Обе песме на синглици потписују исти аутори — Раде Вучковић као композитор и Весна Вучковић као текстописац. Аранжмане је урадио Бранимир Ђокић, чији ансамбл и прати Петровића у обе песме.